# 金丝峡镇
金丝峡镇，是中华人民共和国陕西省商洛市商南县下辖的一个乡镇级行政单位。

## 行政区划
金丝峡镇下辖以下地区：
丹南村、丹北村、白玉河口村、太子坪村、落花沟村、庙台子村、毕家湾村、西湾村、富裕沟村、江西沟村、二郎庙村、蒋家庄村、寺湾村、梁家湾村、姚楼村、冀家湾村、稻田河村、兴隆村、马家坪村和双店村。